# Копіювання сутр

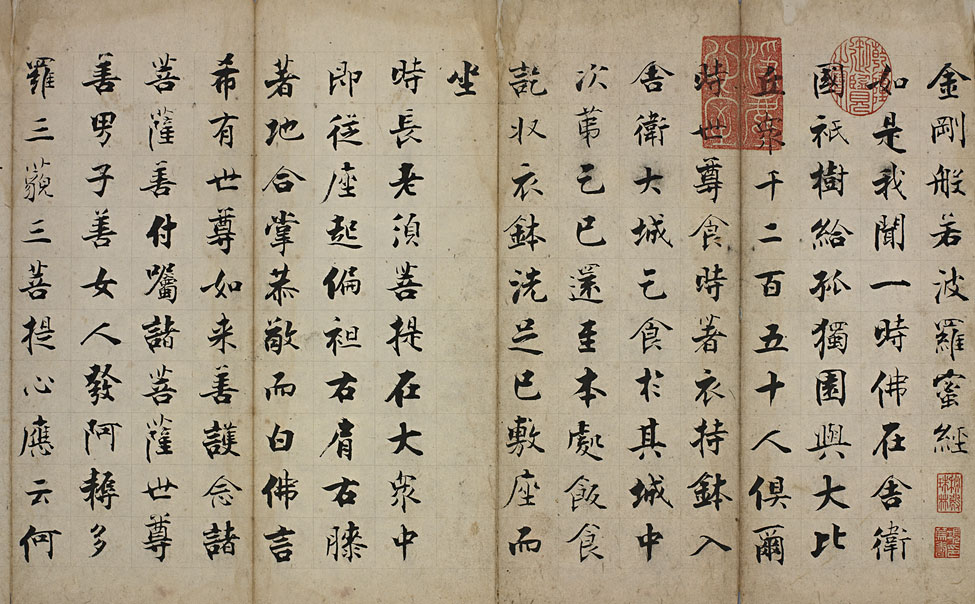
Фрагмент Діамантової сутри, що його переписав вручну (张即之) 18 липня 1253 року за правління династії Сун

Копіювання сутр — практика переписування вручну буддійських сутр, яка була поширена в східній Азії.

## Загальні відомості
В буддизмі копіювання сутр вважають одним із різновидів благодіяння (пунья). До шанобливих діянь належать також запам'ятовування сутр та читання їх напам'ять. З точки зору буддизму, зусилля, які йдуть щоб скопіювати сутри, показують благочестивість людини, готовність присвячувати себе цій справі повністю, оскільки ця діяльність містить в собі: релігійне служіння, літературу та каліграфію. В давні часи поширеними були пожертви ченцям, які копіювали та могли цитувати сутри напам'ять і такий вид меценатства ставав сімейною справою.

## Історія
Практика копіювання сутр походить з Китаю. Звідти в третьому столітті вона поширилась на Корею. Копіювання сутр набуло надзвичайної популярності в Японському суспільстві періоду Нара (710–794). В Японії існує велика кількість пагорбів сутр — археологічних пам'яток на тих місцях, де закопували в землю тексти зі скопійованими сутрами.